# Sendcloud
Sendcloud är en holländsk e-handelsplattform.

## Översikt
Sendcloud grundades 2012 av Rob van den Heuvel (VD), Bas Smeulders (CFO) och Sabi Tolou (CCO). Det öppnade sitt första kontor i Eindhoven, Nederländerna, där företaget grundades.
År 2015 lanserades Sendcloud i Belgien och Tyskland. Bolaget har fått en investering från Sanoma Ventures. Under 2019 uppnådde Sendcloud en omsättning på 44 miljoner euro. Den uppskattade värderingen av företaget är 750 miljoner dollar. År 2021 samlade företaget in 150 miljoner euro i en serie C-runda ledd av SoftBank med deltagande av L Catterton och HPE Growth.
Under 2021 räknade Sendcloud 23 000 kunder och 400 anställda i Storbritannien, Frankrike, Tyskland, Spanien, Italien, Belgien, Österrike och Nederländerna.